# Élection gouvernorale de 2024 en Indiana
L' élection gouvernorale de 2024 en Indiana a lieu le 5 novembre 2024 afin d'élire le gouverneur et le lieutenant-gouverneur de l'État américain d'Indiana.
Le gouverneur sortant républicain Eric Holcomb ne peut pas se représenter. Le républicain Mike Braun est élu pour lui succéder.

## Contexte
Le gouverneur sortant républicain Eric Holcomb, ne peut plus se représenter après deux mandats, de même que sa lieutenant-gouverneure, Suzanne Crouch. Cependant, cette dernière est candidate pour succéder à Holcomb au poste de gouverneur.

## Système électoral
Le gouverneur de l'Indiana et le lieutenant-gouverneur de l'Indiana sont élus pour un mandat de quatre ans au scrutin uninominal majoritaire à un tour.

## Primaire républicaine

### Candidats
- Mike Braun, sénateur des États-Unis pour l'Indiana
- Brad Chambers, ancien secrétaire au commerce de l'Indiana
- Suzanne Crouch, lieutenant-gouverneure de l'Indiana
- Eric Doden, ancien président de l'Indiana Economic Development Corporation
- Curtis Hill, ancien procureur général de l'Indiana
- Jamie Reitenour, femme d'affaires

### Résultats
| Candidat | Candidat        | Voix    | %     |  |
| -------- | --------------- | ------- | ----- |  |
|          | Mike Braun      | 236 641 | 39,60 |  |
|          | Suzanne Crouch  | 130 146 | 21,80 |  |
|          | Brad Chambers   | 104 653 | 17,50 |  |
|          | Eric Doden      | 71 135  | 11,90 |  |
|          | Jamie Reitenour | 28 757  | 4,80  |  |
|          | Curtis Hill     | 26 837  | 4,50  |  |
|          |                 |         |       |  |
| Total    | Total           | 598 169 | 100   |  |

Le candidat républicain au poste de lieutenant-gouverneur a été choisi lors d'une convention le 15 juin. Après avoir remporté la primaire du poste de gouverneur, Mike Braun a approuvé la représentante de l'État Julie McGuire pour être sa colistière, mais pendant la convention, les délégués ont plutôt choisi le pasteur Micah Beckwith, ce qui était inattendu.

## Primaire démocrate

### Candidats
- Jennifer McCormick, ancienne superintendante de l'instruction publique de l'Indiana

### Résultats
| Candidat | Candidat           | Voix    | %   |  |
| -------- | ------------------ | ------- | --- |  |
|          | Jennifer McCormick | 180 404 | 100 |  |
|          |                    |         |     |  |
| Total    | Total              | 180 404 | 100 |  |

Après sa victoire, Jennifer McCormick choisit Terry Goodin comme colistier.

## Autres partis et candidats
- Donald Rainwater, ancien combattant (Parti libertarien)
  - colistier : Tonya Hudson

## Sondages
| Institut              | Date       | Échantillon | Braun (R) | McCormick (D) | Autres/Indécis |
| --------------------- | ---------- | ----------- | --------- | ------------- | -------------- |
| Institut              | Date       | Échantillon |           |               | Autres/Indécis |
| Public Policy Polling | 16/08/2023 | 663         | 46 %      | 35 %          | 19 %           |

## Résultats
| Candidat et colistier    | Candidat et colistier           | Parti       | Voix      | %     |
| ------------------------ | ------------------------------- | ----------- | --------- | ----- |
|                          | Mike Braun Micah Beckwith       | Républicain | 1 558 014 | 54,40 |
|                          | Jennifer McCormick Terry Goodin | Démocrate   | 1 178 465 | 41,10 |
|                          | Donald Rainwater Tonya Hudson   | Libertarien | 129 322   | 4,50  |
|                          |                                 |             |           |       |
| Votes valides            |                                 |             |           |       |
| Votes blancs et nuls     |                                 |             |           |       |
| Total                    | Total                           | Total       |           | 100   |
| Abstention               |                                 |             |           |       |
| Inscrits / participation |                                 |             |           |       |